# Heston
Heston è un quartiere di Hounslow, nella città di Londra. Famoso per essere luogo di nascita del celebre e influente chitarrista dei Led Zeppelin,  Jimmy Page.